# 高技建筑
高技建筑（英語：high-tech architecture），其流派也称为结构表现主义，是一种在1970年代出现的晚期現代主義建筑风格，它将高科技产业和技术元素融入建筑设计中。高技建筑从现代主义建筑风格发展而来，利用了新的技术和建筑材料。它强调设计和施工的透明，力求在建筑物的内部和外部传达建筑物的底层结构和功能。高科技建筑广泛使用铝、钢、玻璃，较少使用混凝土（较老的技术），因为该流派发展时，这些材料不断发展，不同的应用形式不断涌现——普遍而言，即朝向轻量化发展。
高技建筑专注于通过材料选择、内部结构元素和程序设计，来创造适应性强的建筑。它力求避免与过去相联系，因此会避免使用旧式建筑中常用的建筑材料。常见元素包括悬垂或悬挑楼板，避免内部承重墙，以及能够以不同方式配置使用的空间。其中一些建筑物采用显眼、明亮的颜色，以期望产生绘画或图表的感觉。高技派通过聚焦工厂美学和分成许多较小的维护区域提供服务的大型中央空间，来产生开放感、真实感和透明感。
早期的高科技建筑被历史学家Reyner Banham称为“serviced sheds（服务棚）”，因为它们除了结构之外还将机械设备暴露于视线。大多数早期的高技建筑选材都使用裸露的结构钢。空心结构型材（由Stewarts & Lloyds开发，在英国称为矩形空心型材（RHS））直到1970年代初期才广泛使用，高技建筑对这种材料进行了大量实验。

## 代表人物
高技建築風格的代表人物包括：

### 北美洲
- 山崎實（Minoru Yamazaki，1912-1986年）：美籍日裔建築師。
- 布鲁斯·格雷厄姆（Bruce Graham，1925-2010年）：美國建築師。
- 法兹勒·拉赫曼·汗（Fazlur Rahman Khan，1929－1982年）：美國結構工程師和建築師，發明了摩天大樓的許多重要結構，被認為是高層建築的「筒結構之父」。

### 歐洲
- 理察·羅傑斯（Richard Rogers，1933-2021年，普利茲克獎得主）：英國建築師。
- 迈克尔·霍普金斯（Michael Hopkins，1935年-2023年）：英國建築師。
- 诺曼·福斯特（Norman Foster，1935年-）：英國建築師，1999年普利茲克獎得主。
- 伦佐·皮亚诺（Renzo Piano，1937年-）：意大利建築師，1998年普利茲克獎得主。
- 尼古拉斯·格雷姆肖(Nicholas Grimshaw)：英國建築師

## 代表建築作品

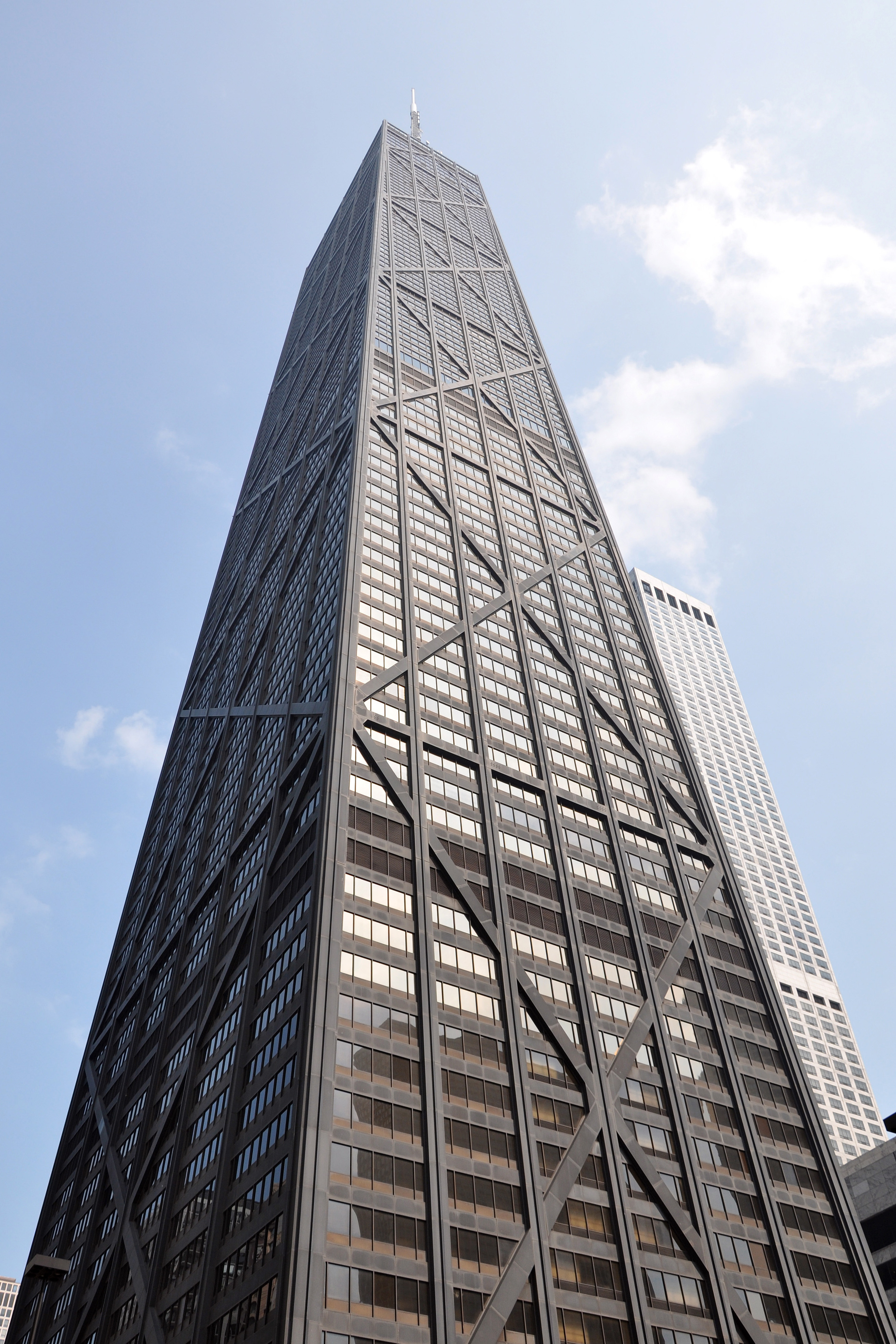
美國芝加哥約翰·漢考克中心，1965-69年，拉合曼設計
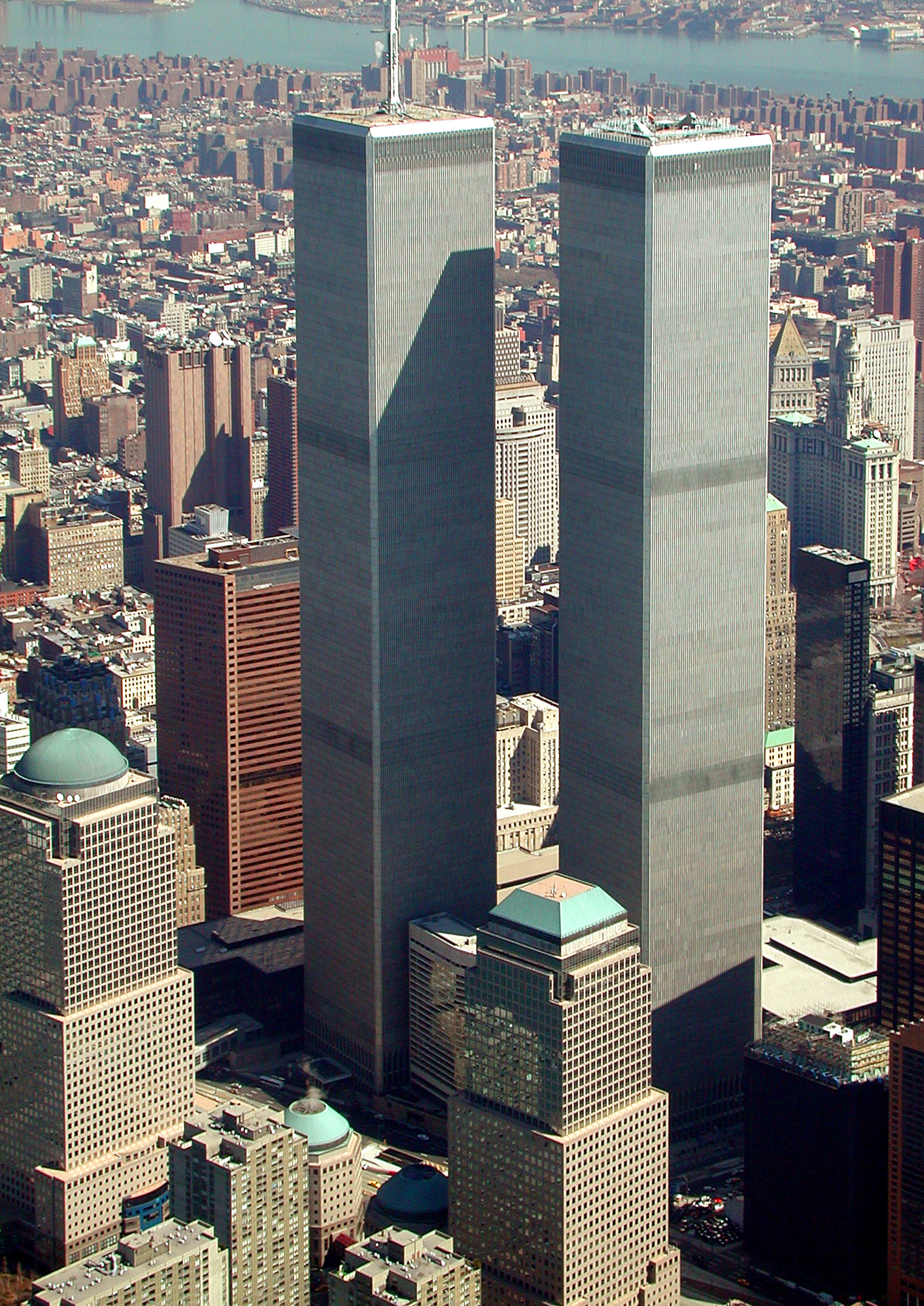
美國紐約前世界貿易中心，1966-73年，山崎實設計
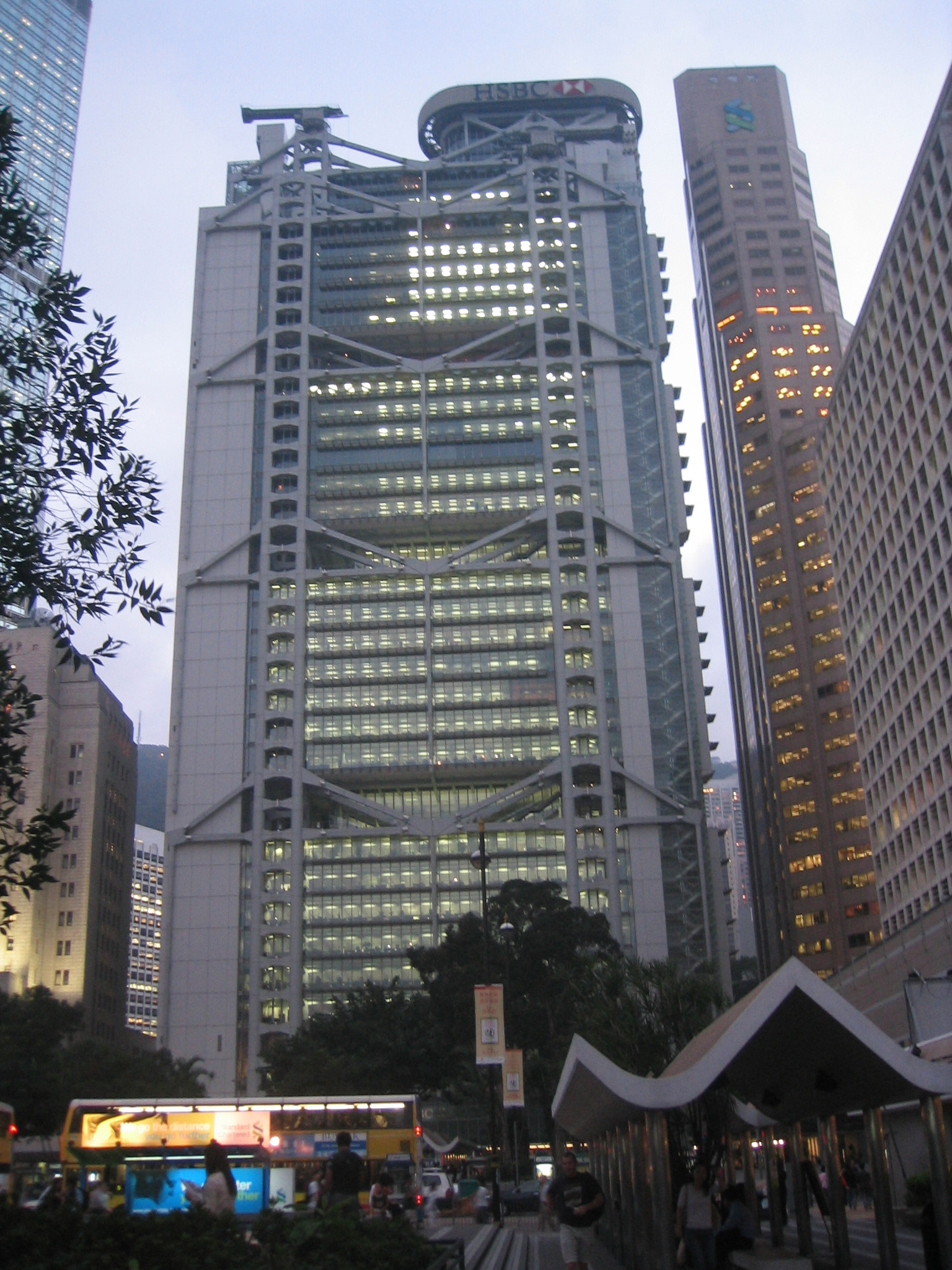
香港滙豐總行大廈，1981-85年，福斯特設計
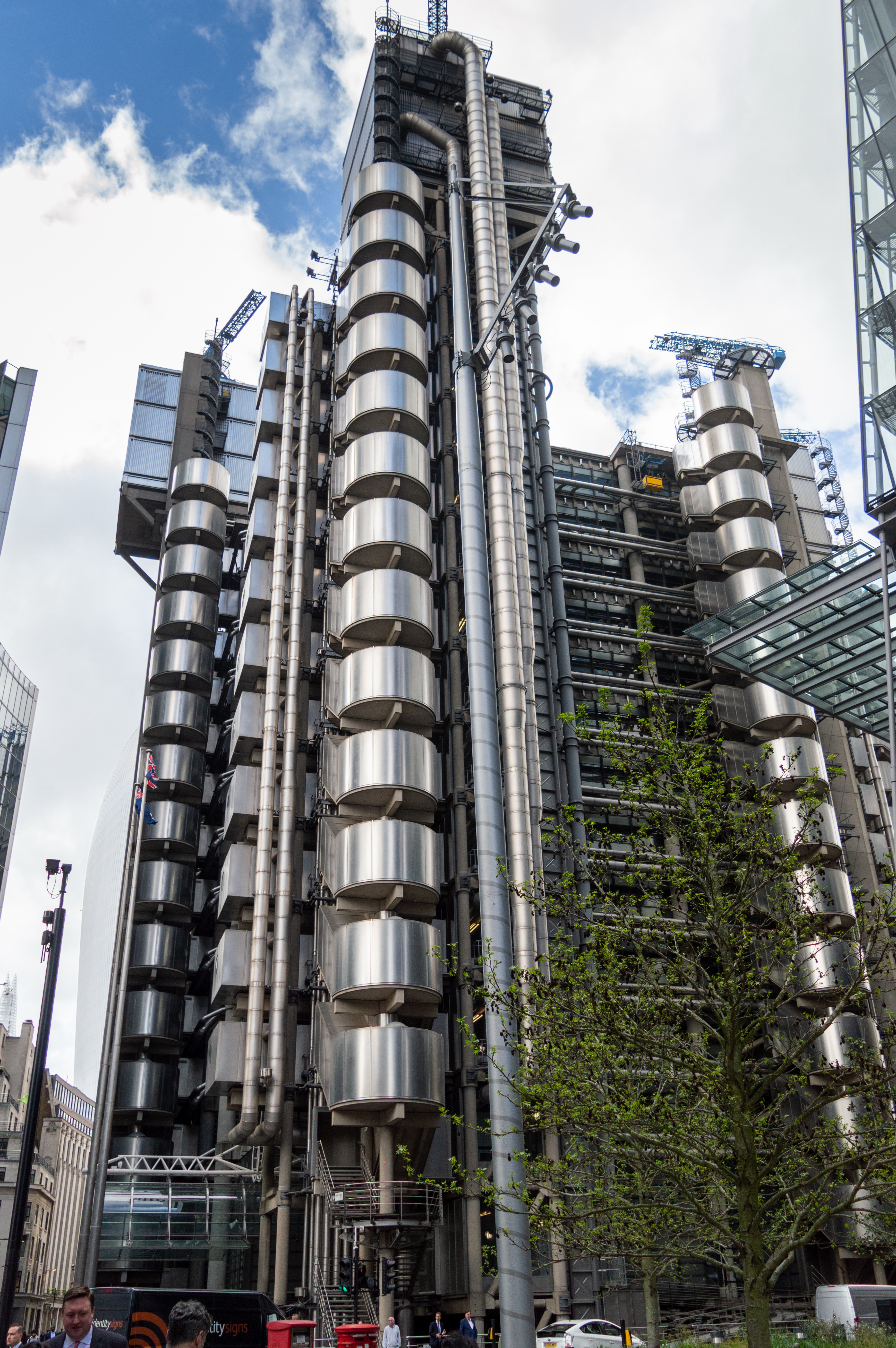
英國倫敦勞埃德大廈，1978-86年，羅傑斯設計
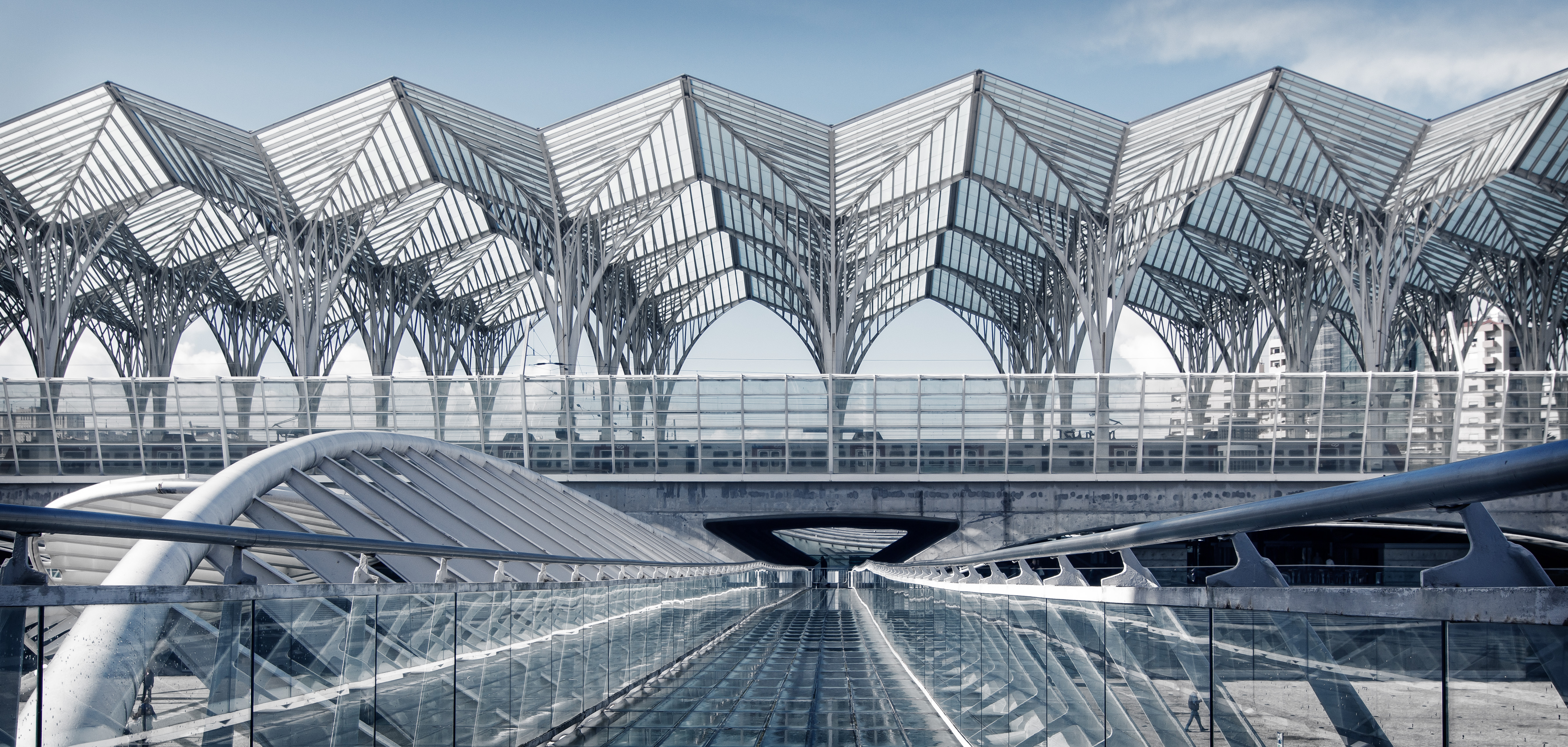
葡萄牙里斯本火車東站，1998年，卡拉特拉瓦設計